# Norma Procter
Norma Procter (* 15. Februar 1928 in Cleethorpes; † 2. Mai 2017 in Grimsby) war eine britische Opern- und Konzertsängerin der Stimmlage Alt.

## Leben und Werk
Procter studierte bei Roy Henderson, Alec Redshaw und Hans Oppenheim und Paul Hamburger.
1956 war sie direkt mit ihrem ersten Konzert erfolgreich. Daraufhin wurde sie zu Konzerten in Belgien, der Niederlande, Deutschland, Österreich, der Schweiz und in Spanien eingeladen. Nach der Teilnahme an mehreren Festivals (Holland Festival, Bach-Wochen in Ansbach, Würzburger Festspiele) um 1970 reift sie zu einer bedeutenden Bach-Sängerin. Neben Bachs Werk sang sie die religiösen Partien aus den Werken von Georg Friedrich Händel, Ludwig van Beethoven, Felix Mendelssohn Bartholdy, Wolfgang Amadeus Mozart und Benjamin Britten. 1961 gab sie mit Christoph Willibald Glucks Orpheus und Eurydike ihr Operndebüt an der Covent Garden Opera in London und trat von diesem Zeitpunkt ab auch als Opernsängerin hervor.
Procter gehörte zu den herausragendsten englischen Sängerinnen ihrer Generation. Ihre Stimme verfügte über eine außerordentliche Tiefenlage.